# Schroederella bifida
Schroederella bifida is een vliegensoort uit de familie van de afvalvliegen (Heleomyzidae). De wetenschappelijke naam van de soort is voor het eerst geldig gepubliceerd in 1994 door Papp & Carles-Tolra.